# Federació Mexicana de Futbol Associació
La Federació Mexicana de Futbol Associació (Femexfut, FMF, espanyol: Federación Mexicana de Fútbol Asociación) és la institució que regeix el futbol a Mèxic. Agrupa tots els clubs de futbol del país i es fa càrrec de l'organització de la Lliga mexicana de futbol i la Copa. També és titular de la Selecció de futbol de Mèxic absoluta i les de les altres categories.
Va ser formada el 1927.
- Afiliació a la FIFA: 1929
- Afiliació a la CONCACAF: 1961[4]